# Пентафторид-хлорид серы
Пентафторид-хлорид серы — неорганическое соединение серы с хлором и фтором с формулой SClF5. Бесцветный газ, медленно реагирует с водой.
Является единственным коммерчески доступным реагентом для добавления группы –SF5 к органическим соединениям.

## Получение
- Действие хлора на декафторид дисеры:

{\displaystyle {\mathsf {S_{2}F_{10}+Cl_{2}\ {\xrightarrow {200^{o}C}}\ 2SClF_{5}}}}
- Действие хлора под давлением на тетрафторид серы и фторид цезия:

{\displaystyle {\mathsf {SF_{4}+Cl_{2}+CsF\ {\xrightarrow {150-175^{o}C,p}}\ SClF_{5}+CsCl}}}

## Физические свойства
Пентафторид-хлорид серы — бесцветный газ.
С водой при низких температурах образует неустойчивый аддукт вида SClF5•17H2O.

## Химические свойства
- Медленно реагирует с водой:

{\displaystyle {\mathsf {SClF_{5}+4H_{2}O\ {\xrightarrow {\tau }}\ H_{2}SO_{4}+HCl+5HF}}}
- Реагирует с щелочами:

{\displaystyle {\mathsf {SClF_{5}+8NaOH\ {\xrightarrow {}}\ Na_{2}SO_{4}+NaCl+5NaF+4H_{2}O}}}
- Восстанавливается водородом:

{\displaystyle {\mathsf {SClF_{5}+H_{2}\ {\xrightarrow {h\nu }}\ S_{2}F_{10}+2HCl}}}

## Применение
- В органическом синтезе.